# Sa die de s'atacu
Sa die de s'atacu (in lingua italiana Il giorno dell'attacco) è un eccidio perpetrato il 6 ottobre del 1800 a Thiesi, in Sardegna, dalla Regia Armata Sarda con l'aggiunta di banditi arruolati con la promessa dell'amnistia su ordine di Giuseppe Benedetto di Savoia, conte di Moriana.

## Storia
Verso la fine del XVIII secolo in Sardegna si manifestò un importante movimento antifeudale con idee antimonarchiche e rivoluzionarie rappresentato in parte da Giovanni Maria Angioy. 
Alcune rivolte erano state messe in atto nel 1793 dalle popolazioni dei villaggi di Sorso, Osilo, Ploaghe, Sennori, Sedini, Nulvi, Ossi, Tissi, Usini, tutte nella parte settentrionale dell'isola. Iniziate come atti di protesta contro l’esosità fiscale dei feudatari, queste si erano spesso trasformate «in veri atti di ribellione e in assalti alle proprietà».  Tuttavia a queste iniziative si accompagnavano anche delle rivendicazioni con verifiche della legittimità delle imposizioni fiscali e dei diritti feudali.
Nel 1794 altre rivolte antifeudali si erano verificate nell’oristanese, a Quartu Sant'Elena, Ozieri, Ittiri e Uri.
Nel Meilogu si manifestò un notevole fermento. In particolare il 24 novembre 1795 le comunità di Thiesi, Bessude, Borutta e Cheremule stipularono davanti ad un notaio uno  «strumento d’unione»  nel quale si invocava il riscatto dei feudi  e si dichiarava di «non riconoscere più alcun feudatario». 
L’ala angioiana del "partito patriottico" colse subito la dirompente novità  di questa iniziativa: «il tenore dell’atto è d’una natura affatto nuova in questo Regno, e tanto strepitoso [...] che certamente formerà  uno dei più  interessanti monumenti della Storia Sarda dell’epoca presente»
Il 17 marzo 1796, sempre a Thiesi fu stipulato un altro patto antifeudale tra 32 villaggi.
L'8 giugno del 1796 Giovanni Maria Angioy giunto con il suo esercito antifeudale diretto verso Cagliari, fu sconfitto. Dopo essersi rifugiato presso don Michele Obino a Santu Lussurgiu, nella notte tra il 13 ed il 14 giugno, inseguito dalla cavalleria del cavalier Marcello di Cuglieri, da 500 uomini del macomerese don Giuseppe Passino e da un reggimento di militi a cavallo provenienti da Padria, l'Angioy riuscì a divincolarsi dai suoi inseguitori, attraversò il Montiferru e raggiunse Thiesi. La sera del 16 giugno si diresse verso Porto Torres, da dove s'imbarcò clandestinamente per Genova.
Nel 1799 i sovrani sabaudi, dopo aver portato a termine il processo di normalizzazione e riassunto le redini del governo, erano sbarcati nell’isola, dalla quale i piemontesi erano stati cacciati nel 1794. Per gli abitanti della Sardegna si schiude uno scenario di oppressione talmente grave da portare a ribellioni, come quella di Thiesi.

### La resistenza
Giuseppe Benedetto di Savoia, conte di Asti, già conte di Moriana, che era stato nominato governatore di Sassari, iniziò una serie di visite ai villaggi e si rese conto dello stato di miseria e delle vessazioni dei feudatari. Per placare gli abusi dei baroni emanò nuove norme per la riscossione dei tributi. Ma i feudatari si rifiutarono di dare applicazione al pregone viceregio. Il feudatario Antonio Manca, duca dell’Asinara, ordinò le riscossioni: per tutta risposta la popolazione nella notte fra il 22 e il 23 settembre 1800 organizzò una manifestazione di protesta.
Il giorno seguente il sindaco con una delegazione si recò a Sassari ed informò il viceré circa i fatti accaduti, il quale promise alla delegazione che sarebbe intervenuto contro il duca dell’Asinara. Ma i tiesini, venuti a conoscenza delle promesse del governatore, non rimasero convinti, perciò si tennero pronti ad ogni evenienza.
I loro timori si dimostrarono fondati: infatti, furono informati che il governatore stava segretamente organizzando, per il 6 ottobre, una spedizione punitiva contro il villaggio di Thiesi. Dei fatti furono informati anche i villaggi vicini, i quali iniziarono ad organizzare la resistenza. Bessude inviò 150 armati, Banari altri 150 e Thiesi riuscì ad organizzare 500 uomini. 
Il principe aveva affidato il comando della spedizione al cav. Antonio Grondona e segretamente aveva convocato tutti i capitani dei miliziani della Sardegna settentrionale perché si mettessero in marcia verso Thiesi, e promise l'amnistia a tutti quei banditi che avessero partecipato. 
Da Sassari il 5 ottobre 1800 per tutta la notte accorse gente in armi verso il punto di concentramento; all’alba si ritrovarono in 1500, in massima parte banditi aggregatisi alle truppe regolari. Verso le sette del mattino del giorno 6 ottobre si mossero verso Thiesi. Il paese, difeso da 800 uomini, si preparò ad impedire il saccheggio con ogni mezzo.
Lo scontro fu cruento, i rivoltosi furono sopraffatti in breve, molti si rifugiarono nelle chiese, il villaggio fu saccheggiato e molte case incendiate. Alcuni dei rivoltosi non sembravano volersi fermare, sostennero dal campanile un fuoco vivissimo per ore, ma alla fine furono costretti ad uscire dalla chiesa e a consegnare i fucili. Furono arrestati in ventitré. Le truppe regolari, cessata la resistenza, si ritirarono verso Sassari lasciando il paese in mano ai banditi arruolati per l’occasione. Nell’eccidio persero la vita 14 persone, 34 rimasero ferite (due di queste morirono nei giorni seguenti) e furono incendiate quasi totalmente 18 abitazioni.
I rappresentanti del clero di Thiesi che erano stati coinvolti nella rivolta furono scagionati, mentre dei rivoltosi catturati alcuni furono impiccati sulle forche di “Mesu e Giagas” il 27 febbraio 1801, altri ancora furono condannati alla galera.